# Il "genere": un'utile categoria di analisi storica
Il "genere": un'utile categoria di analisi storica è un articolo di Joan Scott, pubblicato nel 1986 nella rivista American Historical Review con il titolo Gender: A Useful Category of Historical Analysis.
Il concetto di "gender", nato negli Stati Uniti in campo medico-psichiatrico negli anni cinquanta del Novecento e successivamente utilizzato nel dibattito femminista statunitense in opposizione al determinismo biologico, viene analizzato da Scott in questo articolo nei suoi diversi usi, significati e limiti; attraverso la formulazione di un nuovo impianto teorico basato sulle teorie post-strutturaliste, l'autrice lo propone come categoria di analisi e di ipotesi per l'indagine storica, in grado di mettere in discussione i concetti dominanti della disciplina.
L'articolo, presentato per la prima volta in un seminario dell'Institut for Advanced Study di Princeton nell'autunno 1985, lasciò gli storici presenti particolarmente sconcertati per il suo uso della teoria post-strutturalista e per la sua impostazione, avvertita più vicina alla filosofia che alla storia. A breve distanza dalla sua pubblicazione, tuttavia, cominciò a godere di un'ampia diffusione: registrò e mantenne per decenni il primato di visualizzazioni tra gli articoli della prestigiosa rivista in cui fece la sua prima apparizione, diventò una lettura in numerosi programmi di studio accademici e costituì il principale riferimento storiografico e metodologico per coloro che, dentro e fuori degli Stati Uniti, erano interessati alla storia delle donne.
In Italia è stato pubblicato per la prima volta nel 1987 nella Rivista di storia contemporanea e successivamente come saggio nel volume collettaneo Altre storie. La critica femminista alla storia, curato da Paola Di Cori (1996); nel 2013 è stato inserito nella raccolta di scritti di Joan Scott intitolata Genere, storia, politica (2013), pubblicata da Viella a cura di Ida Fazio.

## Contesto

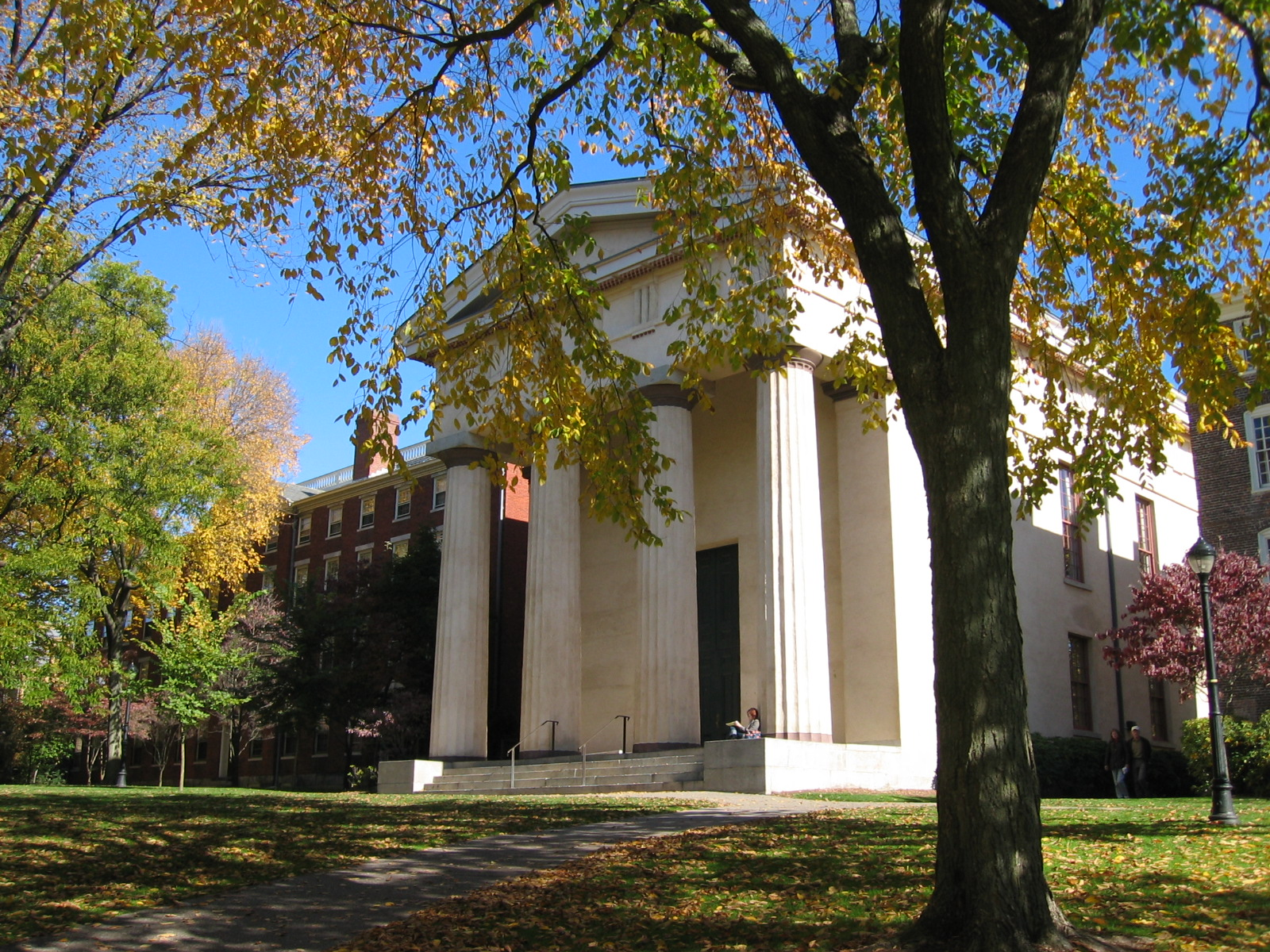
Manning Chapel (1834) presso la Brown University

Negli anni settanta il dibattito storiografico negli Stati Uniti registra una profonda crisi all'interno della disciplina storica, delle sue teorie interpretative e tradizioni metodologiche, incalzato dalle novità e suggestioni provenienti dalle correnti filosofiche post-strutturaliste francesi. Gli autori che vengono tradotti e che ricevono ampia diffusione nelle università statunitensi sono Althusser e Foucault, Derrida e Lyotard, i cui scritti promuovono la critica all'ideologia e alla divisione gerarchica tra discipline, una lettura nuova e radicale del potere, un'attenzione particolare al corpo e alla sessualità, alla narrazione e alla rappresentazione. Insieme alla crescente influenza degli studi legati alla linguistica e alla psicanalisi, essi contribuiscono a mettere in discussione la concezione lineare e progressista propria del modello storicista e marxista prevalenti in campo storiografico, l'universalismo di soggetti e categorie concettuali, e a sollecitare un cambiamento di prospettiva nel modo di interpretare la realtà sociale e umana, riorientando la ricerca.
L'influenza delle teorie post-strutturaliste si diffonde anche nel campo delle scienze sociali e della critica letteraria e raggiunge un folto gruppo di intellettuali femministe, mentre un altro grande cambiamento sta intervenendo nella composizione etnica e sociale dei protagonisti del dibattito femminista e del campo progressista e radicale: sempre più numerosa è la presenza di intellettuali non bianchi e non occidentali, e comincia a delinearsi la questione del multiculturalismo.
Il contesto da cui nasce l'articolo, ricordato dall'autrice nella sua nota di apertura, è quello del dibattito avviato nei primi anni ottanta da femministe e studiose al Centro Pembroke per l'insegnamento e la ricerca sulle donne della Brown University, fondato da Scott con Elizabeth Weed, alla quale l'autrice dedica l'articolo e che definirà in un'intervista la sua "mentore".

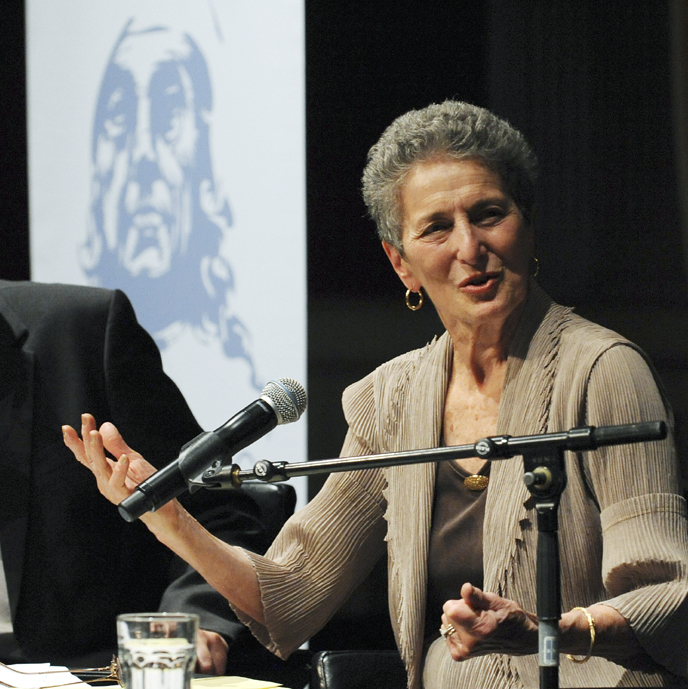
La storica Natalie Zemon Davis, da cui Scott ha tratto ispirazione per l'elaborazione della categoria del genere

In quegli anni all'interno del movimento femminista statunitense era in corso un'analisi critica dei fondamenti e dello status della storia delle donne, a due decenni dal suo avvio; ciò che veniva posto in discussione era il suo carattere "compensativo", la centralità assegnata alla dimostrazione dell'importanza delle donne nella storia, evidenziando i loro contributi e risultati. Il termine "gender" in numerose pubblicazioni era diventato sostitutivo di "donne", e la preoccupazione di legittimazione accademica stava spesso comportando un allontanamento dalla "politica" del femminismo e dai concetti di ineguaglianza e potere, in direzione di una richiesta di integrazione delle donne nella storia tradizionale.
La "gender history", in sostituzione della definizione, ritenuta più debole, di "women's history", era un'espressione già utilizzata da diverse femministe per indicare "la costruzione sociale delle differenze sessuali", fondata sul rifiuto del determinismo biologico contenuto nel termine "sesso", e sull'orientamento, proposto fin dal 1975 in un pionieristico articolo dalla storica Natalie Zemon Davis, citata da Scott, verso un più ampio terreno di indagine, di carattere sociale e relazionale, esteso anche agli uomini e alla mascolinità; altre, come la storica Joan Kelly, ritenevano che in quanto categoria di analisi, il genere potesse assumere la stessa importanza dei concetti di classe e di razza, e rinnovare la storia. Un allargamento di campo al quale tuttavia altre storiche e settori del femminismo si opponevano, ritenendo che la prospettata gender history consistesse in "un ridimensionamento conservatore, una ricerca di rispettabilità o un abbandono dello studio dei gruppi emarginati e oppressi".
Scott interviene in questo momento critico riassumendo nel suo articolo i termini del dibattito e le problematicità individuate, esaminando tutti i punti di vista e offrendo rassicurazione. Nello stesso tempo, avvertendo la necessità di dotarsi di una nuova strumentazione, propone una prospettiva teorica per gli studi futuri, ispirata alle teorie post-strutturaliste - in particolare al decostruzionismo di Derrida e alla formulazione del potere disperso di Foucault - da lei ritenute in grado di condurre la storia delle donne fuori dalle secche in cui si trovava e di promuovere un profondo cambiamento in ambito storiografico, non solo per quanto riguarda quello specifico campo di ricerca, ma per l'intera disciplina, sollecitando una profonda riconcettualizzazione della storia.
Scott ricorda come l'interesse per il genere come categoria analitica e come "modo di parlare dei sistemi di relazione sociale o sessuale" si sia manifestata all'interno del movimento femminista verso la fine del Novecento, in concomitanza con la critica alle scienze sociali avviata dalle dottrine umanistiche, interessate al significato più che alla ricerca delle cause, e all'empirismo e all'umanesimo da parte del post-strutturalismo.
In un successivo saggio l'autrice preciserà: "non avevo inventato le questioni affrontate nel mio articolo, ma stavo dando voce ad alcune delle idee e delle domande che erano state poste dal movimento femminista, cercando di trasformare in problemi storici le domande politiche". L'articolo - aggiunge l'autrice, negando di aver coniato il concetto di "gender" e dichiarandosi rappresentante di "uno sforzo collettivo" - rappresenta "l'amalgama di due diverse suggestioni: una proveniente dalla storia e l'altra dalla letteratura". Della prima si dichiara debitrice della storica Natalie Zemon Davis; della seconda, dell'ambiente delle studiose femministe e delle critiche letterarie conosciute alla Brown University.

## Titolo

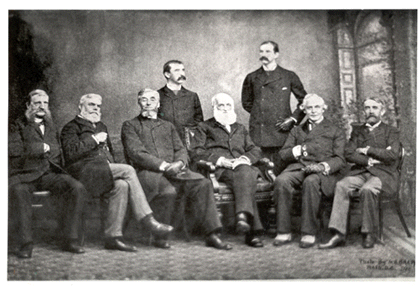
Componenti dell'American Historical Association, 1889

in un suo intervento del 2008, Scott racconta che quando presentò l'articolo alla redazione dell'American Historical Review per la sua pubblicazione, intitolato Il genere è una categoria utile per l'analisi storica?, le venne richiesto di togliere il punto interrogativo finale, perché non ammesso, e il titolo cambiò in Il "genere": un'utile categoria di analisi storica. Anziché rappresentare una domanda posta alla comunità scientifica e ai lettori, di cui la stessa autrice non anticipava la risposta, acquistò il valore di un'affermazione, una certezza; i due punti posti dopo il termine gender resero particolarmente astratto l'aggettivo “utile” e difficoltoso il discernimento di eventuali contesti e parametri grazie ai quali tale utilità si rendeva fattibile, mentre l'aggettivo indeterminativo che lo precedeva, presentò questa categoria come una tra le tante esistenti, che si richiedeva venisse inclusa tra le altre, considerata la sua utilità.
A ventiquattro anni dalla sua pubblicazione, Scott avrebbe continuato a sostenere che "il termine gender è utile solo come strumento di interrogazione", indica la direzione verso specifiche ricerche di significati, non è un concetto "dai parametri e dai referenti fissi, da applicare universalmente"; sebbene le venga riconosciuto il merito di aver sviluppato una "teoria del genere", l'autrice precisa di non aver voluto scrivere "un trattato programmatico o metodologico", considerando la teoria come un processo che si realizza attraverso domande, intese come "mezzo attraverso il quale presupposti dati per scontati vengono contestati e diventano possibili nuovi modi di pensare e di analizzare." Secondo Scott non esiste un'ontologia del "genere": non ha un significato unico, ma più significati, e il genere non può essere studiato prescindendo dai modi in cui essi vengono prodotti e dagli scopi per cui vengono utilizzati, che non sono fissi ma variabili nel tempo.

## Contenuti
Da un punto di vista espositivo il saggio può esser diviso in due parti: si apre con l'esame del significato attribuito al termine "gender" nel dibattito sulla storia delle donne in corso tra le femministe statunitensi, e dopo avere passato in rassegna le diverse posizioni teoriche su cui si fonda e dimostrato la loro inadeguatezza a spiegare le persistenti diseguaglianze tra uomini e donne, prosegue formulando la proposta di un diverso approccio al genere, assegnandogli una nuova centralità e potenzialità, dal punto di vista epistemologico, all'interno della disciplina storica.

### Storia delle donne e teorie femministe
Nella prima metà del saggio Scott riassume in due categorie - descrittiva e causale - il tipo di approccio utilizzato fino a quel momento dalla maggior parte delle studiose femministe per analizzare l'origine dei rapporti ineguali tra i sessi; la prima, quella descrittiva, risulta inefficace in quanto limitata alla rilevazione di una realtà e non alla sua spiegazione, mentre secondo Scott la definizione di una teoria è necessaria sia per indicare le cause dell'oppressione delle donne, la presenza di continuità e discontinuità e di esperienze sociali radicalmente diverse, sia perché l'aver evidenziato le donne come soggetto storico non è servito ad intaccare il carattere di marginalità e irrilevanza attribuito alla storia delle donne all'interno della disciplina storica.

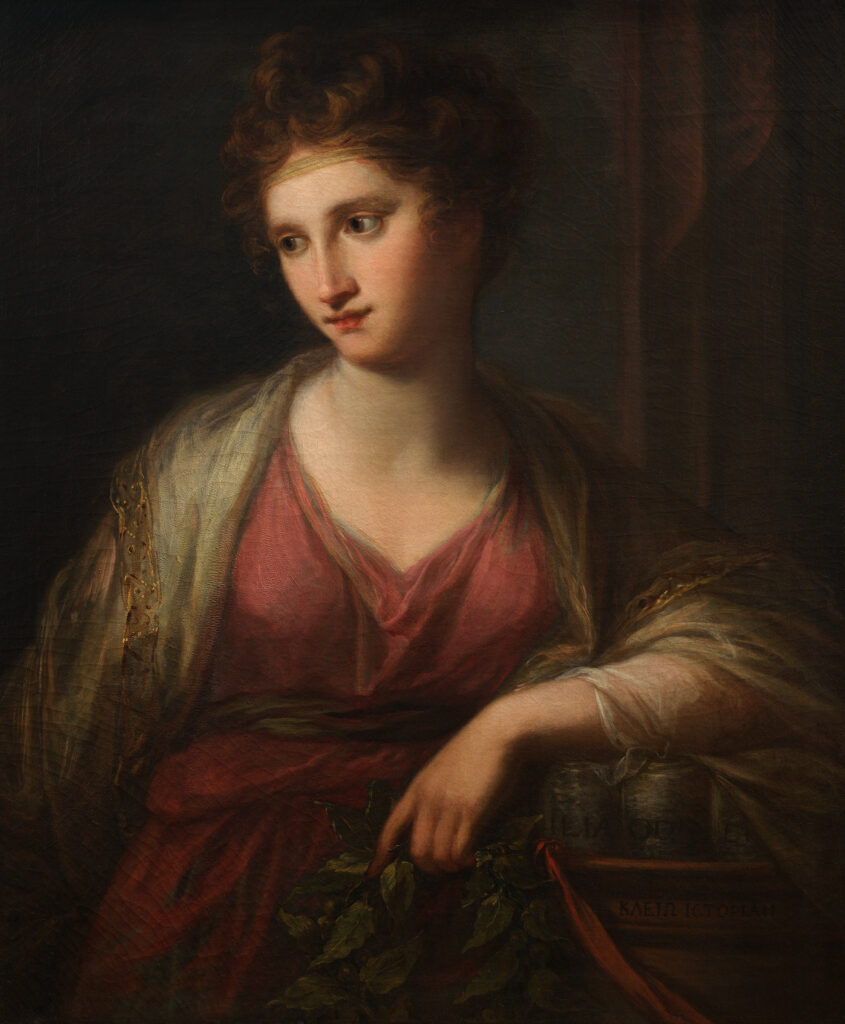
Angelika Kauffmann, Clio, la musa della storia nella mitologia greca

Il secondo approccio, quello di tipo causale, viene esaminato dall'autrice nelle tre principali teorie interpretative in cui si articola. La prima è quella femminista, espressa dal concetto di patriarcato, spiegata con il «bisogno» maschile di dominare il femminile e fondata sulla differenza biologica tra i due sessi, quindi su un aspetto universale e immutabile, che second Scott non può essere accettato dagli storici perché presuppone l'astoricità del genere stesso.
La seconda, quella marxista, interpreta l'oppressione sessuale come riflesso delle forze economiche e associa le origini e i mutamenti dei rapporti di genere al capitalismo e ai modi di produzione, di cui tali rapporti sono ritenuti un sottoprodotto; i diversi tentativi operati da storiche e filosofe femministe appartenenti a questa tradizione di superare il determinismo economico, a parere dell'autrice del saggio, non sarebbero riusciti a intaccare la teoria della causalità dei contesti sociali.
L'ultima su cui Scott si pronuncia è quella di cui fanno parte la teoria delle relazioni oggettuali e le teorie francesi post-strutturaliste, in particolare la teoria del linguaggio lacaniana, entrambe basate, attraverso la psicanalisi, sull'indagine dei processi attraverso i quali si crea l'identità di genere del soggetto; queste teorie si dimostrerebbero ugualmente inadeguate al "lavoro storico", perché fondate sull'antagonismo di origine soggettiva tra maschi e femmine, su un'opposizione binaria irriducibile e universalizzante delle categorie "uomo"/"donna" che priva di ogni contesto sociale e storico l'analisi del genere.
Proprio a partire da queste ultime considerazioni, Scott si avvia a definire un nuovo metodo di lavoro: "Quel che ci occorre è un rifiuto della qualità fissa e permanente della contrapposizione binaria, una genuina storicizzazione e destrutturazione dei termini della differenza sessuale". Richiamandosi agli studi di Derrida, l'autrice indica la necessità di operare una destrutturazione "analizzando contestualmente il modo in cui agisce ciascuna contrapposizione binaria, ribaltandone e alterandone la struttura gerarchica, anziché accettarla come naturale, o evidente, o facente parte della natura delle cose", un'attività critica - afferma l'autrice - che le femministe praticano da anni, rifiutando la gerarchizzazione dei rapporti tra maschio e femmina e cercando di cambiarla: la loro pratica va convertita in teoria, rendendo il genere una "categoria analitica" capace di mettere in discussione i concetti dominanti della disciplina storica.

### La categoria del "gender"
Scott propone il gender come categoria interpretativa non fissa, ma dinamica e complessa, e ne articola il significato in due proposizioni tra loro collegate: "il genere è un elemento costitutivo delle relazioni sociali fondate su una cosciente differenza tra i sessi, e il genere è un fattore primario del manifestarsi dei rapporti di potere."
La prima proposizione si riferisce al processo di costruzione del genere, agli elementi che lo caratterizzano, la seconda al genere come categoria di analisi, comprensione e spiegazione storica dei rapporti di potere.

#### Elementi che caratterizzano il genere
Scott individua quattro elementi che intervengono nella costruzione e caratterizzazione del genere: i primi due sono rappresentati dai simboli culturali (ad esempio Eva e Maria, corruzione e innocenza) e dai discorsi normativi che intervengono a interpretarli (dottrine religiose, scientifiche, legali e politiche) che definiscono in termini di opposizione binaria le categorie del maschile e del femminile, spacciandole come prodotto del consenso sociale; uno degli obbiettivi della nuova ricerca storica dovrà essere quello di decostruire, rompere la nozione fissa e immutabile di "uomo" e "donna", svelando "la natura del dibattito o la repressione che governa l’apparentemente eterna permanenza della rappresentazione di genere binaria".
L'aspetto sociale e politico, riferito al mercato del lavoro, all'istruzione, alle istituzioni sociali, al sistema politico, costituisce il terzo elemento, insieme alle strutture di parentela (l'unico campo in cui gli antropologi utilizzano il concetto di genere). Il quarto riguarda la definizione dell'identità soggettiva, il formarsi delle identità sessuali e il rapporto fra queste e l’organizzazione sociale, un territorio dominato dalla psicanalisi ma che, secondo Scott, dovrebbe diventare anche campo d'indagine e di riflessione per la ricerca storica.
Questi quattro elementi sono tra loro correlati, nessuno agisce senza gli altri: "un problema che la ricerca storica storica deve affrontare", precisa Scott, "è quello delle relazioni che intercorrono tra i quattro aspetti in questione".

#### Genere e rapporti di potere
La seconda caratteristica del genere, e il suo aspetto essenziale come categoria analitica, è posta nella seconda proposizione: il genere costituisce "un terreno fondamentale al cui interno o per mezzo del quale viene elaborato il potere", che si articola in maniera capillare nei rapporti sociali; è, più in specifico, "un modo persistente e ricorrente", anche se non l'unico, "con cui è stata possibile la manifestazione del potere in Occidente, sia nella tradizione giudaico-cristiana sia in quella islamica".

Michel Foucault

Oltre ad esserne una manifestazione, il genere contribuisce alla concezione del potere, lo implementa, svolge una funzione legittimante; i significati di genere e di potere si determinano a vicenda: "la politica costruisce il genere e il genere costruisce la politica". Il potere sociale, tuttavia, non è unitario, coerente e centralizzato: sulla scorta del concetto formulato da Foucault e riproposto da Scott, esso può essere rappresentato come una "massa di costellazioni disperse di rapporti ineguali, saltuariamente costituiti in "campi di forza" sociali". La "decostruzione" teorizzata da Derrida consente di studiare i processi conflittuali che producono significati e di sfidare coppie apparentemente dicotomiche, di superare, ad esempio, la logica binaria oppressore/oppresso.
Sono diverse le aree in cui il genere può essere usato come categoria di analisi storica e va evitata la tendenza a compartimentalizzare la ricerca: relegare il sesso e il genere all'istituzione familiare, le questioni belliche e costituzionali all'"alta politica" dei governi e degli stati, la classe ai luoghi di produzione e alla sfera pubblica: il genere, in quanto aspetto dell'organizzazione sociale in generale, può essere trovato in molti posti, si trova coinvolto in ogni evento storico. L'autrice presenta esempi di diversi studi in campo sociale, religioso, artistico, politico, che evidenziano come il ricorso a concetti sessuati, alle categorie del maschile e del femminile, sia stato utilizzato in testi letterari, raccolte normative, immagini, così come in rappresentazioni della guerra, dei rapporti tra le nazioni e tra queste e i territori colonizzati, per "naturalizzare", legittimare e strutturare i rapporti sociali, dimostrando "una connessione esplicita tra genere e potere".
Per queste sue caratteristiche lo strumento del "gender", secondo Scott, consente di estendere l'indagine ad aree della storia tradizionalmente maschili, da cui le donne sono state escluse, come la politica, la diplomazia, il governo; l'intento non è tuttavia quello di addizionare dati, colmare un'assenza, ma di riesaminare criticamente l'insieme, ad esempio "introducendo la considerazione della famiglia e della sessualità negli studi di economia o di guerra": considerazioni in parte già anticipate dalla storica Zemon Davis nel suo famoso articolo del 1975, quando sosteneva che lo storico o la storica avrebbero dovuto considerare le conseguenze dei ruoli sessuali "con la stessa sollecitudine riservata, ad esempio, a quelle di classe", ampliando la propria formazione disciplinare e ripensando ad alcune delle questioni centrali "come il potere, la struttura sociale, la proprietà, i simboli e la periodizzazione."
Nella parte conclusiva del saggio Scott si interroga sulle possibilità del mutamento, considerato che "i significati di genere e di potere si determinano a vicenda". Tenuto conto, come affermato già in precedenza citando Foucault, che il potere non va visto come un processo unitario, ma come processi molteplici e contrastanti, all'interno di questi processi e strutture, secondo l'autrice, il mutamento deve partire da "molti luoghi diversi", "c'è spazio per un'idea di azione umana". Qualcosa può cambiare "se riconosciamo che «uomo» e «donna» sono categorie al tempo stesso vuote e sovrabbondanti. [...] Vuote perché non hanno un significato definitivo e trascendente; sovrabbondanti perché, anche quando sembrano fisse, continuano a contenere al proprio interno definizioni alternative, negate o soppresse."

## Interpretazioni del termine "gender"
Il termine "gender" usato come categoria grammaticale per designare se un nome è maschile, femminile o neutro, a partire dal 1955 negli Stati Uniti viene usato anche con altri significati, trasferito dal contesto linguistico a quello medico-psichiatrico. Lo psicologo neozelandese John Money nell'ambito delle ricerche sullo sviluppo psicosessuale e le relative sindromi lo usa inizialmente per distinguere "feminility or womanliness and masculinity or manliness" dal sesso biologico e in seguito come parte dell'espressione "gender role" o “gender orientation”, un concetto comprensivo del modo in cui un individuo viene percepito dalla società e del modo in cui percepisce se stesso.
Nel 1963 lo psichiatra e psicanalista statunitense Robert Stoller e il suo collega Ralph Greenson, impegnati, come Money, nelle ricerche cliniche sulle devianze sessuali e nello studio degli intersessuali e dei transessuali, introducono il concetto di "gender identity" al XXIII Congresso psicoanalitico internazionale di Stoccolma nel 1963. Stoller tuttavia, al contrario di Money che manifesta una certa ambivalenza riguardo alla separazione dell’identità di genere dal ruolo di genere (nella sua versione interazionista dell'identità di genere sostenne l’interazione e l’interdipendenza dei fattori sociali, psicologici e biologici), opera una netta divisione tra sesso e genere, ritenuti “due diversi ordini di dati”, due categorie mutualmente esclusive: la prima correlata alla biologia (ormoni, geni, sistema nervoso, morfologia), la seconda alla cultura (sociologia, psicologia), una teoria che avrebbe poi sviluppato e fatto conoscere al grande pubblico nel suo libro Sex and Gender: The Development of Masculinity and Femininity, pubblicato nel 1968.

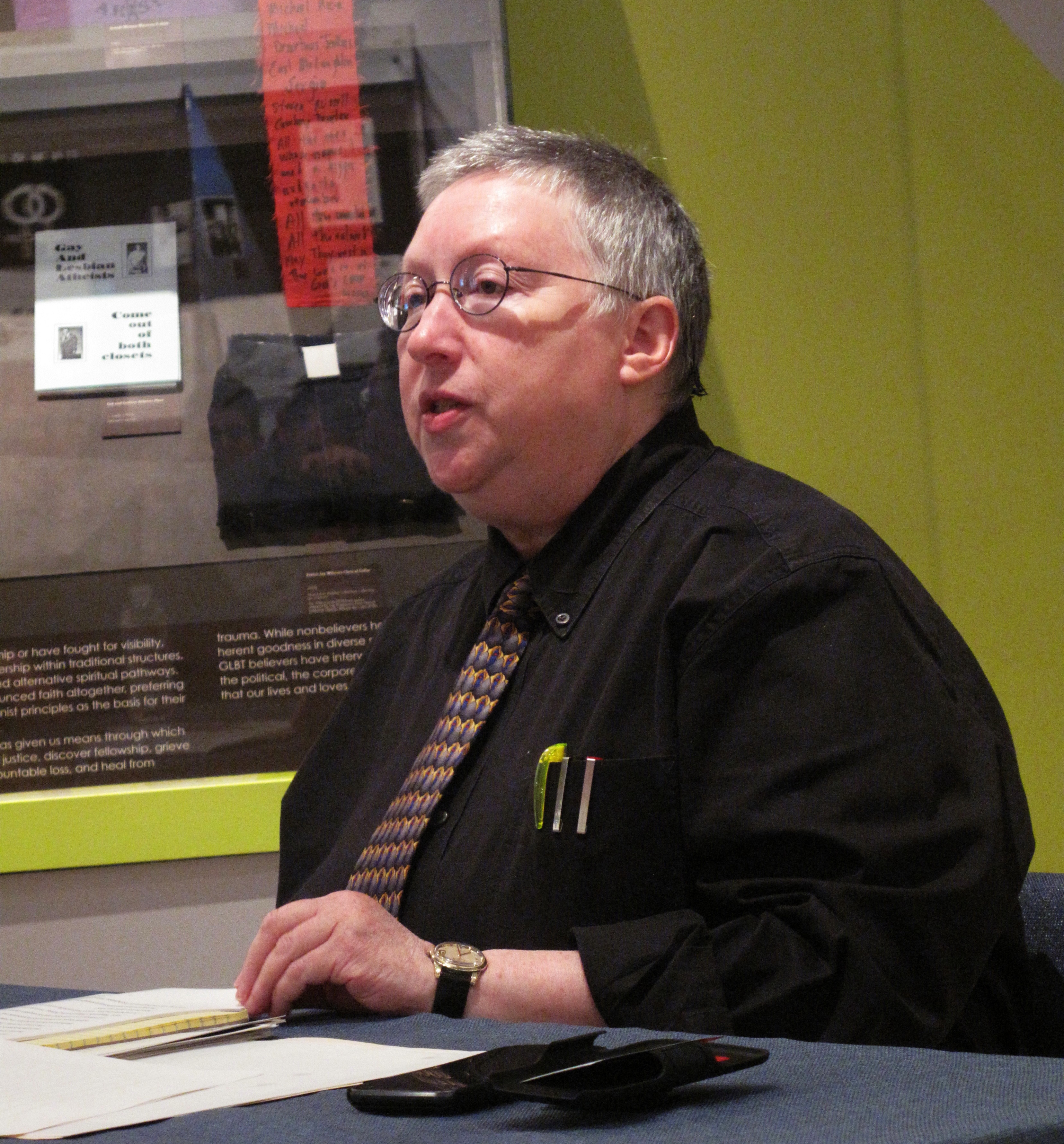
L'antropologa e attivista statunitense Gayle Rubin, 2012

Il discorso sulle differenze tra sesso e genere si afferma nel campo degli studi sociologici e psicologici negli Stati Uniti negli anni '70 e '80: la parola "gender" tra il 1966 e il 1970 compare solo una volta come parola chiave negli abstract degli articoli indicizzati in Sociological Abstracts e in Psychological Abstracts, raggiunge 50 voci tra il 1966 e il 1970 e 1326 voci dal 1981 al 1985.
Fin dai primi anni settanta "gender" fa la sua comparsa tra i termini usati nella critica femminista, a segnare il rifiuto del “determinismo biologico” (biologia/sesso) in nome del “costruzionismo sociale” (cultura/genere), anche se, considerando questo significato, tale concetto non risulta nuovo, essendo esistite fin dal Quattrocento pensatrici che ritenevano la disuguaglianza tra i sessi di origine sociale e culturale, anziché naturale.
L'introduzione di questo vocabolo e la sua formalizzazione da parte femminista si fa risalire ad alcuni testi come il libro Sex, gender, and society di Ann Oakley (1972), o il saggio di Gayle Rubin, The Traffic in women: Notes on the “Political Economy” of Sex (1975), uno dei testi fondanti del dibattito teorico sulle identità sessuali che cominciò a diffondersi in quegli anni, nel quale l'autrice introduce l'espressione sex-gender system, definendo il genere "una divisione dei sessi socialmente imposta", fondata "sulla soppressione delle somiglianze naturali, della componente omosessuale della sessualità umana";  l'oppressione degli omosessuali viene da lei indicata "un prodotto dello stesso sistema le cui regole e relazioni opprimono le donne".
Le riflessioni di Scott, secondo cui genere e sesso andavano entrambi decostruiti, perché entrambi prodotto della cultura, e il sesso non andava considerato come un "fenomeno trasparente", poiché acquisiva "il suo status di fenomeno naturale a posteriori, in quanto strumento di giustificazione per l'attribuzione dei ruoli di genere", hanno ricevuto eco due anni dopo la pubblicazione del suo articolo nel libro della filosofa britannica Denise Riley Am I that name? : feminism and the category of "women" in history (1988): il concetto di "donna" viene privato di ogni fondamento ontologico, e il corpo ritenuto non "un punto di origine né un capolinea", ma " un risultato o un effetto".

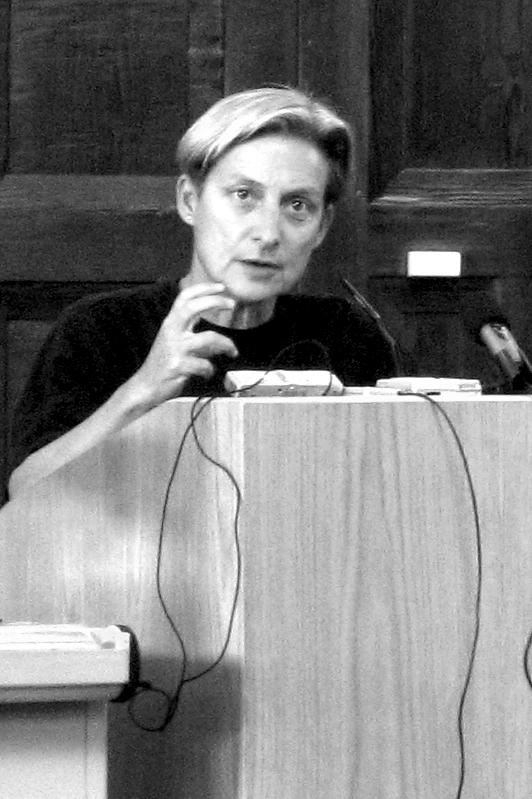
Judith Butler, 2007

Nel corso degli anni ottanta all'interno del pensiero femminista il concetto di "gender" e la sua applicazione negli studi storico-sociali viene sottoposto ad altri approfondimenti e interpretazioni, come quelle, di matrice marxista, dell'economista Heidi Hartmann e della filosofa Nancy Hartsock, autrice della teoria del punto di vista, e quelle maturate all'interno della cultura afroamericana e lesbica, sostenute, tra le altre, da Audre Lorde, bell hooks, Adrienne Rich, volte a mettere in discussione l'universalismo di una categoria ritenuta fondata su soggetti bianchi ed eterosessuali; teoriche chicane e asiatiche - come Cherrie Moraga, Gloria Anzaldua e Trinh Minh-ha - propongono una lettura del concetto di genere all'interno della prospettiva post-coloniale.
Studiose di filosofia, critica letteraria e arti visive, scienze sociali, come Teresa De Lauretis, Judith Butler e Linda Alcoff, raccogliendo in parte le suggestioni del pensiero postmoderno e servendosi di approcci disciplinari sempre più ampi, hanno proposto un punto di vista più articolato del concetto di genere, assumendo la corporeità non come dato biologico fisso, ma nella sua variabilità e plasticità, allontanando sempre più la nozione di gender dalla categoria binaria del maschile/femminile.
Judith Butler ha sostenuto che è il genere a costruire il sesso, che le differenze biologiche sono aperte all'interpretazione; in Gender Trouble (1990) ha proposto "una versione "performativa" del genere, intesa come vera e propria "sovversione dell'identità", attraverso "pratiche paradossali" per denaturalizzare i corpi".
Diffondendosi e imponendosi oltre oceano, in Europa e in altri continenti, il concetto di "gender", nelle sue diverse traduzioni e interpretazioni, più o meno fedeli al significato attribuitogli da Scott, è diventato un territorio di contestazioni e contrasti, mantenendo tuttavia quella dinamicità, mutevolezza e potenzialità, come strumento di analisi critica, "oggetto permanente di contestazione", che la stessa autrice aveva auspicato.

## Successo e critica
(Joan W. Scott, History trouble, entretien, 2014)
A oltre vent'anni dalla sua pubblicazione, in un intervento presentato come bilancio del suo famoso articolo, Scott ha avanzato l'ipotesi che la ragione della sua "longevità" sia da ricercarsi nell'aver colto "parte del fermento di quei tempi" e soprattutto nell'aver rappresentato un invito "a pensare criticamente a come i significati dei corpi sessuati sono prodotti, dislocati, e trasformati".

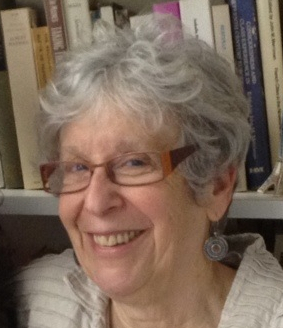
Joan W. Scott

### Stati Uniti
Negli Stati Uniti la pubblicazione nel 1988 del libro Gender and the Politics of History che approfondiva il contenuto del saggio e confermava l'adesione di Scott alle teorie post-strutturaliste, da lei ritenute in grado di fornire alla teoria femminista "una potente prospettiva analitica", al contrario della storia sociale e della tradizione marxista troppo influenzate dal determinismo economico, mise in moto diverse critiche alla categoria del genere, provenienti in gran parte dalle storiche sociali - come Louise Tilly, Linda Gordon, Laura Lee Downs, Judith Bennett - che contestarono all'autrice, per il suo approccio decostruzionista, un uso "letterario e filosofico" del genere, accusandola di "voler annullare l'esperienza reale riducendola a testo e discorso".
Judith Bennett, ad esempio, criticò lo studio di Scott per aver ignorato "le donne in quanto donne", per non aver considerato la realtà materiale "concentrandosi su simboli e metafore piuttosto che sull’esperienza" e intellettualizzando la disuguaglianza dei sessi. La gender history, a suo parere, faceva scomparire la "dura vita delle donne del passato", il modo in cui avevano affrontato sfide e ostacoli e le forze materiali che ne avevano limitato le attività e le possibilità di espressione.
Anche Linda Gordon contestò le teorie di Scott per la loro astrattezza, ma soprattutto indirizzò il suo dissenso contro "la più ambiziosa affermazione teorica di Scott", ossia la convinzione che l'analisi linguistica e le teorie post-strutturaliste fossero la strada obbligata per rendere visibile il genere. Secondo Gordon diversi studiosi avevano analizzato e contestato il genere senza utilizzare gli strumenti della linguistica decostruzionista e le teorie di Scott apparivano teorie elitarie ed esclusive, poco interessate ad un cambiamento sociale.
Altre critiche provennero da pensatrici femministe e da alcune correnti del femminismo contemporaneo, come le sostenitrici del pensiero della differenza sessuale, o del cosiddetto essenzialismo o culturalismo, promotrici di un'idea di differenza sessuale originaria, di un'essenza femminile irriducibile e intrascendibile, secondo le quali il genere come categoria sociale e come concetto relazionale toglieva ogni centralità ai corpi sessuati, ritenuti invece il luogo fondamentale di radicamento e di costruzione dell'identità femminile, della sua specificità, coincidente, per alcune, nella capacità di creare vita, nella funzione materna e di accudimento, veicolo di significati sociali, etici e politici.
La discussione, proseguita per alcuni anni, con puntuali repliche di Scott, non sarebbe tuttavia pervenuta ad alcuna sintesi, lasciando inalterati gli schieramenti e le diverse argomentazioni.
Tra gli anni ottanta e novanta, un chiaro segnale del dibattito in corso e delle problematiche sollevate dal rapporto tra storia delle donne e storia di genere negli studi storici sulle donne, fu la nascite di tre riviste: Gender & History (1989), la prima rivista a definirsi "di genere"; Journal of Women's History (1989) e Women 's History Review (1992) che, al contrario, assunsero una posizione critica nei confronti della ricerca delle donne ispirata al post-strutturalismo: mentre la prima sostiene l'importanza del genere come categoria di analisi, la seconda prende in modo più deciso le distanze dalla gender history, indicando i pericoli che essa comporta ponendo sullo stesso piano uomini e donne, con conseguente indebolimento della radicalità della politica femminista.
Uno degli effetti positivi generati da questo dibattito, tuttavia, fu quello di far conoscere queste diverse posizioni ad un pubblico più vasto, e di avvicinare alla categoria analitica di "gender", proposta da Scott, nuovi interlocutori provenienti da un contesto multidisciplinare allora in espansione nei paesi anglofoni, come gli studi culturali, postcoloniali e queer.
Joanne Meyerowitz, nel bilancio sull'impatto dell'articolo di Scott nel campo delle discipline storiche negli Stati Uniti, condotto a vent'anni dalla pubblicazione, ha rilevato come la popolarità del saggio di Scott fosse rimasta invariata nel tempo, indicandone i riscontri nella sua diffusa presenza, come lettura, in numerosi programmi di studio accademici e nel primato di visualizzazioni che l'articolo aveva totalizzato su tutti gli articoli del periodico in cui apparve per la prima volta, The American Historical Review. La sua "indiscutibile influenza" si sarebbe estesa anche tra coloro che non adottarono completamente il metodo decostruzionista della sua autrice, accompagnando l'aumento negli anni novanta degli studi sui modi in cui il linguaggio di genere aveva sostenuto le gerarchie di razza, classe, politica, nazione e impero.
Tra i risultati positivi dell'articolo in questione, critici e studiosi hanno indicato il diverso approccio che la categoria di genere come strumento di analisi ha sollecitato nei successivi studi; il suo utilizzo come metafora di molte relazioni e attività umane; il suo essere un “modo primario di significare potere”, avrebbe inoltre consentito un rafforzamento della storia femminista, estendendo l'indagine ad aree tradizionalmente ritenute di pertinenza maschile, come la politica, la diplomazia, la guerra, e nello stesso tempo avrebbe permesso di capire meglio i fenomeni storici, diventando un elemento imprescindibile per una più completa e complessa visione della storia.

### Europa
Secondo Paola Di Cori, la storica che ha maggiormente contribuito alla diffusione degli scritti di Scott in Italia, curandone le principali traduzioni, il principale segno dell'immediato successo che accompagnò questo saggio in molti paesi occidentali, nonostante si connotasse come un "prodotto squisitamente statunitense", fu la facilità con cui "gender", la parola chiave del saggio, entrò nell'uso corrente e acquisì grande popolarità. A suo parere le ragioni di tale ampia diffusione andrebbero ricercate nella risposta che il saggio di Scott offrì alle aspettative di quante desideravano che la storia delle donne riacquistasse centralità nel dibattito culturale e politico, presentandosi fornita di una rigorosa proposta teorica, di una categoria concettuale ben definita con la quale dichiarare i propri obbiettivi e di un'adeguata strumentazione metodologica; non da ultimo, il termine "gender", diversamente da sesso o differenza sessuale, sarebbe stato avvertito come meno escludente, meno minaccioso e meno riconducibile al femminismo, più "scientifico", e quindi più facilmente accettabile all'interno delle istituzioni accademiche.

Inoltre, a differenza degli Stati Uniti, dove i pensatori e le pensatrici chiave delle teorie post-strutturaliste erano molto conosciuti e discussi e godevano di un'ampia popolarità e seguito, in Francia, in Italia e in altri paesi europei, essi non beneficiavano affatto della stessa notorietà, né agivano da "riferimenti" nella storia delle donne. Il genere come categoria relazionale e quindi l'allargamento del campo d'indagine agli uomini e alla "mascolinità", inizialmente venne per lo più apprezzato come strumento di superamento di un separatismo ritenuto ormai difficile da motivare, mentre non acquistò molto seguito l'attenzione posta alle relazioni di potere, di influenza foucaultiana.

Rappresentazione uomo-donna nella Placca dei Pioneer

## Successivi interventi di Scott sul gender
Scott è intervenuta più volte per riflettere sugli usi e abusi della categoria di genere così come da lei concepita, e per suggerire ulteriori potenzialità nel suo uso come strumento di analisi critica; esprimendo anzitutto la preoccupazione che tale strumento avesse perduto le caratteristiche e la carica di sovversione originaria, precisò che esso non doveva essere interpretato come una formula da applicare, ma come "una modalità fondamentale di interrogazione sulle differenze e sul loro funzionamento, parte integrante dell'analisi sociale": la sua peculiarità andava riposta proprio nel mantenere, nel suo stesso presentarsi come una parola "intraducibile" (in quanto esempio della "differenza" delle lingue), una potenziale capacità critica, "un fenomeno sociale e psichico mutevole e complesso".
Nel 1999, in un saggio pubblicato nella seconda edizione del suo libro Gender and the Politics oj History, dopo aver preso atto di come, anche negli Stati Uniti, il termine "gender", a dieci anni dalla pubblicazione del suo articolo, venisse variamente interpretato - un uso instabile e contraddittorio era rilevato dallo stesso American Heritage Dictionary of the English Language - Scott rifletté sui motivi e le conseguenze dell'uso oppositivo o sinonimico dei termini sesso/genere, cercando di stabilire se esso avesse ancora una sua validità.

### Difficoltà di traduzione
La studiosa statunitense intervenne anche sul problema delle traduzioni del termine, notando come l'interpretazione del significato del concetto di "gender", fosse stata notevolmente complicata dalle difficoltà insite nella traduzione dall'inglese in altre lingue, nelle quali il vocabolo assunse spesso valenze diverse, con conseguenze differenti sul piano politico, filosofico, giuridico; esso venne impiegato sia in riferimento al dato di "costruzione storico-sociale" e non biologica, sia nell'opposto significato di componente innata, determinata biologicamente, sinonimo di "sesso" o di "differenza sessuale", fino all'abuso diffuso, a livello di contesti di massa, della funzione oggettivante "di genere", con riferimento esclusivo a "donne". Un ulteriore esempio delle difficoltà presenti nella traduzione del termine venne dalla Conferenza di Pechino del 1995, durante la quale si svolse un dibattito sulla traduzione di "gender" nelle varie lingue del mondo.
Rispetto alle difficoltà di traduzione di questo termine, Scott avrebbe osservato: "È interessante notare come si faccia molta attenzione alla difficoltà di tradurre la parola "genere" nelle lingue in cui non esiste, ma come non ci sia apparentemente alcun problema con la parola "donne". Questo dipende dal fatto che "genere" è considerato una categoria concettuale, mentre donne è pensato come un termine descrittivo. Tuttavia, l'operazione proposta dal mio articolo Il "genere" è quella di presentare "donne" e "uomini" come categorie concettuali. Esso rifiuta l'idea che queste due parole descrivano in modo trasparente oggetti (o corpi) stabili e al contrario pone la domanda di come questi corpi sono pensati."